# Leucothyreus lividus
Leucothyreus lividus är en skalbaggsart som beskrevs av Hermann Burmeister 1844. Leucothyreus lividus ingår i släktet Leucothyreus och familjen Rutelidae. Inga underarter finns listade i Catalogue of Life.